# Pithecheirops
Pithecheirops is een geslacht van knaagdieren uit de muizen en ratten van de Oude Wereld dat voorkomt op Borneo. De enige soort is P. otion. Het is nauw verwant aan Pithecheir. Er is slechts één exemplaar bekend, een jong dier dat op 150 m hoogte gevangen is bij het Danum Valley Field Centre (4°58'NB, 117°48'OL) in Sabah. De geslachtsnaam Pithecheirops is afgeleid van de naam van het verwante geslacht Pithecheir met de toevoeging van het Griekse οπς (ops) "lijkend op".
P. otion is net als Pithecheir sterk aan het leven in bomen aangepast, met een lange, dichte en zachte vacht en brede voeten. De schedel en oren van Pithecheirops zijn voor de meeste kenmerken wat primitiever dan die van Pithecheir.